# 大阪府道237号東貝塚停車場線
大阪府道237号東貝塚停車場線（おおさかふどう237ごう ひがしかいづかていしゃじょうせん）は、大阪府貝塚市を通る一般府道である。

## 概要
JR西日本阪和線 東貝塚駅前から貝塚市半田1丁目に至る。
JR西日本阪和線 東貝塚駅前の道観寺から北向きに進み、突き当たりを右折した後、信号機のある大阪府道30号大阪和泉泉南線交差点が終点となる。

### 路線データ
- 起点：大阪府貝塚市半田1丁目（JR西日本阪和線 東貝塚駅前）
- 終点：大阪府貝塚市半田1丁目（堂ノ池交差点、大阪府道30号大阪和泉泉南線交点）
- 総延長：516 m

## 地理

### 通過する自治体
- 大阪府
  - 貝塚市

### 交差する道路
| 交差する道路               | 交差する場所 | 交差する場所        |
| -------------------------- | ------------ | ------------------- |
| 大阪府道30号大阪和泉泉南線 | 半田1丁目    | 堂ノ池交差点 / 終点 |

### 沿線
- JR西日本阪和線 東貝塚駅
- 道観寺